# Marie Cau
Marie Cau (Roubaix, 27 de outubro de 1965) é uma política, empresária e engenheira francesa, conhecida por ser a primeira mulher trans eleita para o cargo de prefeita na França, em 2020, na cidade de Tilloy-lez-Marchiennes.

## Biografia
Marie Cau nasceu em 1965 em Roubaix, França.É engenheira e técnica em agricultura e possui uma empresa de consultoria em informática. Começou a transição de gênero para a feminilidade em 2005, aos 40 anos.
Em 2020, tornou-se a primeira mulher trans francesa a ser eleita para o cargo de prefeita no país, na cidade de Tilloy-lez-Marchiennes.

## Vida Pessoal
Marie vive em Tilloy-lez-Marchiennes há mais de 20 anos e é mãe de três filhos.